# Маульїн (річка)
Маульїн (ісп. Rio Maullín) — річка в провінції Ллянкіуе регіону Лос-Лагос Чилі.

## Географія
Довжина річки становить 85 км. Площа басейну — 4 738 км².
Річка бере початок в озері Ллянкіуе на висоті 53 метри. Тече в загальному південно-західному напрямку, утворює кілька невеликих водоспадів, впадає в бухту Маульїн затоки Коронадос Тихого океану поблизу селища Маульїн. У нижній течії річка утворює естуарій, піддана впливу припливів. Річка судноплавна для маломірних суден протягом 35 км від гирла (до села Пуерто-Толедо).
Найбільші притоки Маульїна: Ріо-Негро, Оскуро і Колегуаль.